# 鳥取県中学校の廃校一覧
鳥取県中学校の廃校一覧（とっとりけんちゅうがっこうのはいこういちらん）は、鳥取県内の廃校になった中学校の一覧。対象となるのは、学制改革（1947年）以降に廃校となった中学校、および分校である。学校名は廃校当時のもの。廃校時に中学校が所在した自治体がその後合併により消滅している場合は、現行の自治体に含める。また現在休校中の県内の中学校（分校）も、その多くは実質上、廃校と同じ状態にあるため参考として記載する。
（）内は、廃校になった年、統合先の中学校である。

## 鳥取市
- 鳥取市立美和中学校（1963年神戸中と統合し江山中へ）[1]☆旧美和中の校地は江山中に引き継がれるが、校舎は新築された。
- 鳥取市立神戸中学校（1963年美和中と統合し江山中へ）[1]☆神戸小に併設、当時の校舎は現存せず。
- 鳥取市立大東中学校（1964年明治中と統合し鳥取市立高草中学校へ）[2]☆跡地は工場に転用、体育館は工場建屋として現存。
- 鳥取市立明治中学校（1964年大東中と統合し高草中へ）[2]☆明治小校地に併設、当時の校舎は現存せず。
- 鳥取市立倉田中学校（1967年鳥取市立南中学校へ統合）[3]☆倉田小北校舎を転用、当時の校舎は現存せず。
- 鳥取市立用瀬中学校（2013年佐治中と統合し鳥取市立千代南中学校へ）[4]☆旧用瀬中の校地は千代南中に引き継がれるが、校舎は新築された。
- 鳥取市立佐治中学校（2013年用瀬中と統合し千代南中へ）[4]
- 鳥取市立福部中学校（2016年福部小学校、福部幼稚園と統合し幼小中一貫校・鳥取市立福部未来学園へ）[5]
- 鳥取市立湖南学園中学校（2018年湖南学園小学校と統合し義務教育学校鳥取市立湖南学園へ）[6]
- 鳥取市立鹿野中学校（2018年鳥取市立鹿野小学校と統合し義務教育学校鳥取市立鹿野学園へ）[7]
- 鳥取市立江山中学校（2020年鳥取市立美和小学校・鳥取市立神戸小学校と統合し義務教育学校鳥取市立江山学園へ）[1]☆校地は旧鳥取市立美和小学校を利用して開校。
- 河原町立八上中学校（1962年八頭第一中と統合し鳥取市立河原中学校〈当時：河原町立〉へ）[8]☆跡地は工場に転用。
- 河原町立八頭第一中学校（1962年八上中と統合し河原中へ）[8]☆一部の校舎は工場に転用。
- 用瀬町立三角中学校（1956年社中と統合し用瀬中へ）☆跡地は用瀬町役場（現：用瀬支所）へ。
- 用瀬町立社中学校（1956年三角中と統合し用瀬中へ）☆社小学校に併設、跡地はダイヘン産業機器工場用地へ。
- 青谷町立青谷中学校〈旧〉（1958年統合により鳥取市立青谷中学校〈当時：青谷町立〉へ）[9]
- 青谷町立山西第一中学校（同上）[9]
- 青谷町立山西第二中学校（同上）[9]
- 気高町立気高中学校〈旧〉（1956年宝木中と統合し鳥取市立気高中学校〈当時：気高町立〉へ）[10]
- 気高町立宝木中学校（1956年気高中〈旧〉と統合し気高中〈新〉へ）[10]
- 気高町立浜村中学校（1966年気高中〈新〉へ統合）[10]
- 国府町立大成中学校（1980年邑法第一中の国府町側と統合し鳥取市立国府中学校〈当時：国府町立〉へ）☆成器小校地に併設、校舎は現存せず。[注釈 1]
- 米里村外三ヵ村組合立邑法中学校（1949年宇倍野中と統合し邑法第一中〈当時:宇倍野村外六ヵ町村学校組合立〉へ、倉田校区は独立し倉田中〈当時:組合立邑法第二中〉へ）☆米里小に隣接、校舎は現存せず。
- 宇倍野村立宇倍野中学校（1949年邑法中と統合し邑法第一中へ）☆現国府中の近くの袋川の対岸に所在、校舎は現存せず。
- 鳥取市国府町中学校組合立邑法第一中学校（1980年鳥取市立桜ヶ丘中学校と国府中に分割）☆旧邑法一中の校舎は、鳥取市立岩倉小学校に引き継がれ、その後新校舎に建て替えられた。[注釈 2]

## 米子市
- 米子市立箕蚊屋第一中学校（1970年箕蚊屋第二中と統合し米子市日吉津村中学校組合立箕蚊屋中学校へ）[11]☆跡地はあがた保育所へ、体育館は現存する。
- 米子市日吉津村中学校組合立箕蚊屋第二中学校（箕蚊屋第一中と統合し箕蚊屋中へ）[11]☆跡地に鳥取県立米子養護学校が新築された。
- 米子市立第一中学校（1979年米子市立東山中学校開校に伴い廃校）[12]☆一部の校舎は2012年の時点で現存。
- 米子市立第二中学校（1972年一部校区を湊山中に分割し、福原中に再編）[13]☆跡地は米子市立図書館・米子市美術館、2012年に残存する校舎を解体。
- 米子市立第三中学校（1972年第二中学校の一部校区を編入し、米子市立湊山中学校に再編）[14]
- 米子市立第四中学校（1974年米子市立加茂中学校を分離し、米子市立後藤ヶ丘中学校に再編）[15]
- 米子市立福原中学校（1986年米子市立福米中学校を分離後、1987年米子市立福生中学校開校に伴い廃校）[13]☆校舎は米子市立福生西小学校に転用されるが、2004年新校舎に建て替えられた。

## 倉吉市
- 山守村立山守中学校（1953年倉吉市立鴨川中学校〈当時：関金町倉吉市中学校組合立〉へ統合）[注釈 3]

## 境港市
- 境港市立渡中学校（1958年4月1日誠道中と統合し境港市立第二中学校へ）[16]
- 境港市立誠道中学校（1958年渡中と統合し第二中へ）[16]
- 境港市立外江中学校（1958年9月30日第二中へ統合）[16]

## 岩美郡
- 岩美町立岩美中学校〈旧〉（1958年統合により岩美町立岩美中学校〈新〉へ）[17]
- 岩美町立東因中学校（同上）[17]☆旧東因中の校舎は岩美町立大岩小学校の校舎に引き継がれるが1992年廃校、隣接地に岩美西小の新校舎が建つ。
- 岩美町立岩井中学校（同上）[17]☆旧岩井中の校舎は岩美町立岩井小学校に引き継がれる。2001年に廃校・校舎は解体されるが体育館は現存。
- 岩美町立蒲生中学校（1979年岩美中〈新〉へ統合）[17]☆岩美町立蒲生小学校に隣接するが、運動場は共用。2012年校舎を解体。
- 岩美町立二上中学校（同上）[17]☆岩美町立小田小学校に併設。

## 八頭郡
- 若桜町立池田中学校（1957年若桜中へ統合）
- 若桜町立若桜中学校（2012年若桜町立若桜小学校と統合し小中一貫校・若桜町立若桜学園へ）[18]
- 智頭町立智頭中学校〈旧〉（1960年統合により智頭町立智頭中学校〈新〉へ）[19]
- 智頭町立南因中学校（1960年智頭中南因校舎となり、1962年廃止）[19]
- 智頭町立山形郷中学校（1960年智頭中山形郷校舎となり、1962年廃止）[19]
- 八頭町立中央中学校〈2代目〉（2015年統合により八頭町立八頭中学校へ）[20]☆旧中央中の校舎は八頭中に引き継がれる。
- 八頭町立船岡中学校（同上）[20]
- 八頭町立八東中学校（同上）[20]☆旧八東中の校舎は八頭町立八東小学校〈新〉に転用された。
- 郡家町立中央中学校〈初代〉（1960年統合により中央中〈2代目〉へ）[21]
- 郡家町立上私都中学校（同上）[21]
- 郡家町立中私都中学校（同上）[21]

## 東伯郡
- 三朝町立三朝中学校〈旧〉（1961年統合により三朝町立三朝中学校へ）[22]
- 三朝町立旭中学校（同上）[22]
- 三朝町立竹田中学校（同上）[22]
- 三朝町立小鹿中学校（同上）[22]
- 羽合町立羽合中学校（1970年組合立北溟中となり、2004年湯梨浜町立北溟中学校へ）[23]
- 泊村立泊中学校（同上）[23]
- 湯梨浜町立北溟中学校（2019年東郷中と統合し湯梨浜町立湯梨浜中学校へ）[24]
- 湯梨浜町立東郷中学校（2019年北溟中と統合し湯梨浜中へ）[24]
- 八橋町立八橋中学校（1950年7月10日浦安中と統合し琴浦町立東伯中学校〈当時：八橋町浦安町組合立〉へ）[25][注釈 4]
- 浦安町立浦安中学校（1950年7月10日八橋中と統合し東伯中へ）[25]
- 古布庄村立古布庄中学校（1950年11月20日聖郷中へ統合）[25]
- 東伯町立聖郷中学校（1964年東伯中へ統合）[25]
- 大栄町立緑ヶ丘中学校（1964年大灘中と統合し北栄町立大栄中学校〈当時：大栄町立〉へ）[26]
- 大栄町立大灘中学校（1964年緑ヶ丘中と統合し大栄中へ）[26]
- 北条町立北条中学校〈旧〉（1970年統合により北条町羽合町泊村中学校組合立北溟中学校となるも、1995年分離し北栄町立北条中学校〈当時：北条町立〉へ）[27]

## 西伯郡
- 大山町立高麗中学校（1956年大山第二中へ統合）
- 大山町立大山第一中学校（1969年大山第二中と統合し大山町立大山中学校佐摩校舎となり、1971年完全統合）[注釈 5]
- 大山町立大山第二中学校（1969年大山第一中と統合し大山中末長校舎となり、1971年完全統合）
- 岸本町立八郷中学校（1958年大幡中と統合し伯耆町立岸本中学校〈当時：岸本町立〉へ）[注釈 6]
- 岸本町立大幡中学校（1958年八郷中と統合し岸本中へ）
- 溝口町立溝口中学校〈旧〉（1962年日光中と統合し伯耆町立溝口中学校〈当時：溝口町立〉へ）[28]
- 溝口町立日光中学校（1962年溝口中〈旧〉と統合し溝口中〈新〉へ）[28]
- 溝口町立二部中学校（1963年溝口中〈新〉へ統合）[28]

## 日野郡
- 根雨町立日野中学校（1954年根雨中へ統合）
- 日野町立根雨中学校（1984年黒坂中と統合し日野町立日野中学校へ）[29]
- 日野町立黒坂中学校（1984年根雨中と統合し日野中へ）[29]
- 日野町立日野中学校（2023年日野町立根雨小学校と日野町立黒坂小学校を統合し義務教育学校日野町立日野学園へ）[30]
- 日南町立日野上中学校（1971年統合により日南町立日南中学校へ）[31]
- 日南町立山上中学校（同上）[31]
- 日南町立阿毘縁中学校（同上）[31]
- 日南町立大宮中学校（1972年日南中へ統合）[31]
- 日南町立福栄中学校（同上）[31]
- 日南町立多里中学校（1974年日南中へ統合）[31]
- 日南町立石見中学校（同上）[31]
- 江府町立江尾中学校（1959年米沢中と神奈川中と溝口町立日光中学校の一部と統合し江府町立江府中学校へ）[32]
- 江府町立米沢中学校（同上）[32]
- 江府町立神奈川中学校（同上）[32]
- 江府町立江府中学校（2022年江府町立江府小学校と統合し義務教育学校江府町立奥大山江府学園日野川校舎へ）[33]